# Студена (язовир)
Вижте пояснителната страница за други значения на Студена.
Студена е язовир в Западна България, изграден на горното течение на река Струма.

## Местоположение
Разположен е в западния край на Витоша, на горното течение на река Струма и в землищата на селата Студена, Кладница и Боснек в община Перник.

## История
Язовирът е изграден върху селата Витошко и Крапец, които са заличени през 1953 г. Пуснат е в експлоатация на 5 декември 1953 година.
Малко след построяването на язовира срутване блокира долната врата на водовземната кула. Тя започва да се използва в средата на 60-те години, когато срутването е отстранено, а при ремонта на вратата за пръв път в България е приложено подводно заваряване.
През 1957 година на деривационния канал от язовира е пусната в експлоатация ВЕЦ „Република“ с една турбина с мощност 200 kW, която малко по-късно е спряна.
През 1992 година преливникът на стената е надграден, за да се увеличи обема на водохранилището.

## Технически характеристики
Освен от естествения си водосбор, включващ река Струма и високите ѝ притоци, язовирът събира води и от две събирателни деривации във водосборния басейн на Искър. Канал „Владая“ довежда води от североизточния дял на Витоша, като основните му водохващания са на Владайска и Рударска река, а Канал „Палакария“ от южните склонове на Витоша и река Палакария.
Язовирната стена е бетонна гравитачна, с облекчена с контрафорси конструкция. Височината ѝ е 53 m, а дължината по короната – 268 m. Преливникът има три отвора с обща ширина 22,8 m. Основният изпускател се състои от две стоманени тръби с общ капацитет 30 m³/s.
Язовирът функционира като годишен изравнител, а максималният му обем е 25,2 млн. m³.

## Използване
Основното предназначение на Язовир „Студена“ е водоснабдяването на Перник и съседните селища с питейни и промишлени води. Водите се отвеждат до града по дълъг 8,5 km стоманобетонен канал, започващ от долната вада на ВЕЦ „Студена“ и преминаващ по левия бряг на Струма.
Малко под язовирната стена е изградена водноелектрическата централа ВЕЦ „Студена“, пусната в експлоатация през 1955 година. Тя е оборудвана с две турбини тип „Францис“ с обща инсталирана мощност 780 kW.

## Рибно богатство
Заради използването му за водоснабдяване, риболовът в язовира е забранен и той се охранява.
- Бяла риба
- Сабица
- Каракуда
- Костур
- Уклей
- Червеноперка
- Бибан

Толстолоб

## Галерия
- Язовир Студена